# Teen Kids News
 Teen Kids News, inicialmente titulado EKN Worldwide Kids News , es un Programa educativo  encaminado a los niños y adolescentes. Debutó en distribución de estreno el fin de semana del 27 de septiembre de 2003. Tenn Kids Newsaborda temas importantes en un formato destinado a educar e informar a niños y adultos. Segmentos se tiran en los estudios en Manhattan con los informes de campo realizado en el lugar de todo el país. La mayoría de los afiliados que ejecutan las series de aire que normalmente en las mañanas de sábado o domingo dependiendo de la estación, aunque al aire son pocas las series de los viernes en la mañana o por la televisión durante el día durante algunos períodos de tiempo.
La serie se emite en más de 200 canales de televisión y aproximadamente el 91% del país y es visto en 175 países en todo el mundo a través de la American Forces Network y se ve en 8100 las escuelas en un especial en la alimentación de la clase de educación. Aunque el TV Parental Guidelines no se permite que los programas de noticias puedan recibir una puntuación, todos los episodios de la serie se les da una "TV-PG" de calificación.

## Antecedentes
La serie fue creada por Al Primo, exdirector de noticias de KYW-TV en Filadelfia y WABC-TV en Nueva York y el inventor de la popular Eyewitness News formato, que inició la serie como un proyecto para dar a los jóvenes la oportunidad de desarrollar un interés en la industria del periodismo mediante la entrega de noticias e información a sus compañeros. Adolescentes Niños Noticiasfue originalmente conocido comoEKN Niños Noticias en todo el mundoen la primera mitad de la primera temporada de la serie, antes de adoptar su nombre actual (aunque algunos espectadores han encontrado que el título sea algo confuso, en parte, a su incorrección gramatical). La serie fue el primer intento de un programa de noticias sindicado dirigido a los niños ya la cancelación de laNoticias similares para los niñosen 1996.

## Producción y Contenido
Los contenidos educativos para el programa es proporcionado por la publicación orientada a los niños Weekly Reader. Desde su lanzamiento hasta la temporada 2009-10, la serie comenzó a cada transmisión con un resumen de las noticias de la semana con material suministrado por Fox News a través de su canal de Fox News en la iniciativa de aula, lo que se abandonó en favor de transmitir historias de interés especial en temas importantes para los niños de hoy, y las características de los niños y adolescentes ayudar a causas especiales, que se presentó ya continuación el resumen de noticias antes de ese punto. La serie tiene un formato similar a una revista y las características especiales de interés, los deportes y las historias de entretenimiento, antes de los segmentos de ciertas noticias y antes de que la mayoría de las pausas publicitarias, la serie de características especializadas piezas cortas acerca de los problemas ambientales y las historias poco convencionales. segmentos de Deportes también se proporcionan durante el espectáculo también en forma de piezas de intereses especiales, y NBC Sports produce un segmento que se transmite en los meses previos a los Juegos Olímpicos llamado "Olímpico Insight" que comenzó en 2008 antes de los Juegos Olímpicos de 2008, con entrevistas e imágenes de los atletas estadounidenses que compiten en los Juegos Olímpicos.

## Personal al aire
La serie ha aparecido en los últimos años unos pocos periodistas que son hijos de personalidades de la televisión bien conocidos y periodistas como Haley Cohen, el de mostrar el original de anclaje desde 2003 hasta 2007 e hija del ex  CBS y Fox News  periodista Paula Zahn, Jenna Ruggiero, reportero desde 2003 hasta 2009 e hija de la popular ciudad de Nueva York / reportera Rosa Scotto de  Fox de propiedad y opera la estación WNYW y Cody Gifford, los deportes de anclaje durante la temporada 2007-08 y el hijo de  Kathie Lee y Frank Gifford.
La serie ha aparecido en los últimos años unos pocos periodistas que son hijos de personalidades de la televisión bien conocidos y periodistas como Haley Cohen, el de mostrar el original de anclaje desde 2003 hasta 2007 e hija del ex CBS y Fox News, el periodista Paula Zahn, Jenna Ruggiero, reportero de 2003 a 2009 e hija de la popular ciudad de Nueva York / reportera Rosa Scotto de Fox estación de propiedad y operado WNYW, Gifford y Cody, los deportes de anclaje durante la temporada 2007-08 y el hijo de Kathie Lee Gifford y Frank.
- Datos: Q7694304